# Mirko Nikolič-Kajič
Mirko Nikolič-Kajič (* 8. Mai 1984 in Slovenj Gradec) ist ein slowenischer Handballspieler.

## Karriere
Mirko Nikolič-Kajič spielte in Slowenien für die Vereine RK Prevent Slovenj Gradec, RK Koper und RK Maribor Branik, mit denen er mehrfach am EHF-Pokal und am Europapokal der Pokalsieger teilnahm. 2011 wechselte er in die erste italienische Liga zum SSV Forst Brixen. In der Saison 2013/14 stand der 1,97 Meter große Rückraumspieler beim deutschen Zweitligisten TV Großwallstadt unter Vertrag.
Nikolič-Kajič bestritt bisher vier Länderspiele für die slowenische Nationalmannschaft.